# Западно-Октябрьское газоконденсатное месторождение
За́падно-Октя́брьское газоконденса́тное месторожде́ние (укр. Західно-Октябрське газоконденсатне родовище) — газоконденсатное месторождение, расположенное в северо-западной части Тарханкутского полуострова (Крым). Относится к Причерноморско-Крымской нефтегазоносной области.

## Характеристика
Приурочено к северной зоне складок Тарханкутского полуострова в центральной части Каркинитско-Северо-Крымского прогиба. Приурочено к Октябрьско-Меловой зоне антиклинальных складок южного борта Каркинитско-Северо-Крымского прогиба. Обнаружено в 1957—1958 гг. Разведано в 1962—1977 гг. Промышленный прилив получен с газовых месторождений среднего альба в интервале 2894—2918 м. Продуктивный горизонт уложенный туфами, туфитами. Залежи пластового склепенчастого типа. Коллектор порово-трёщенного типа. В 1971—1984 гг. исполнялась исследовательско-промышленная разработка месторождения, при которой добыто 61.9 млн м³ газа и 23.3 тыс. тонн конденсата. Эксплуатация скважин прекращена в связи со снижением дебитов газа до 1-2 тыс. м³/сутки и падение рабочего давления до 1.5-1.6 МПа. Запасы начальные добываемой категории А+В+С1: газа — 552 млн м³, конденсата — 185 тыс. тонн. При этом 280 тыс. тонн запасов конденсата месторождений отнесено к сбалансированным, а 443 млн м³ газа — к категории С2.